# Janusz Lisak
Janusz Stanisław Lisak (ur. 4 listopada 1955 w Krakowie) – polski polityk, poseł na Sejm IV kadencji.

## Życiorys
Ukończył w 1978 studia na Akademii Górniczo-Hutniczej w Krakowie, uzyskując tytuł zawodowy magistra inżyniera w zakresie technologii materiałów. Uzyskał następnie w 1988 stopień naukowy doktora nauk technicznych. Od 1978 pracuje jako nauczyciel akademicki na Politechnice Krakowskiej. Specjalizuje się w opracowywaniu sposobu wytwarzania i technologiach nowych gatunków stali. Autor kilkudziesięciu publikacji naukowych, współautor dwóch patentów, nagrodzony Nagrodą Ministra Nauki i Szkolnictwa Wyższego (1982) oraz dwunastokrotnie nagrodami rektora Politechniki Krakowskiej za działalność naukową i dydaktyczną.
W latach 1979–1981 należał do PZPR. Od 1980 do 1996 był członkiem NSZZ „Solidarność”. W latach 1989–1991 działał w krakowskim Komitecie Obywatelskim, przewodniczył Komitetowi Osiedlowemu Prądnik Czerwony, zasiadał w zarządzie Komitetu Obywatelskiego Miasta Krakowa.
Od 1991 do 1992 był wiceprzewodniczącym krakowskiego zarządu Solidarności Pracy, w 1992 został członkiem Unii Pracy, zasiadał we władzach krajowych tej partii i kierował jej strukturami regionalnymi. Był wiceprzewodniczącym rady programowej TVP Kraków (1995–1998), wiceprzewodniczącym krakowskiego Komitetu na Rzecz Referendum w Sprawie Dopuszczalności Przerywania Ciąży (1993), członkiem Komisji Promocji, Współpracy i Informacji rady miasta (od 1998).
Bez powodzenia kandydował do Sejmu z listy UP w wyborach parlamentarnych w 1997.  W wyborach samorządowych w 1998 bezskutecznie ubiegał się o mandat radnego sejmiku małopolskiego z listy koalicji Przymierze Społeczne. W 2001 został posłem na Sejm IV kadencji z listy koalicji Sojusz Lewicy Demokratycznej – Unia Pracy z okręgu chrzanowskiego. Został powołany na przewodniczącego klubu parlamentarnego UP. W 2004 odszedł z Unii Pracy, potem od 1 maja do 19 lipca tego samego roku pełnił mandat posła do Parlamentu Europejskiego, a wkrótce przystąpił do Partii Ludowo-Demokratycznej, przekształconej następnie w Stronnictwo Gospodarcze. W 2005 bez powodzenia ubiegał się o reelekcję z listy SLD.